# Maxim Sergejewitsch Dyldin
Maxim Sergejewitsch Dyldin (russisch Максим Сергеевич Дылдин, engl. Transkription Maksim Dyldin; * 19. Mai 1987 in Perm) ist ein russischer Sprinter, der sich auf den 400-Meter-Lauf spezialisiert hat.

## Werdegang
Bei den Halleneuropameisterschaften 2007 in Birmingham gewann er mit der russischen 4-mal-400-Meter-Staffel die Silbermedaille. Im selben Jahr wurde er auch Russischer Meister über 400 Meter.
2008 belegte er zunächst bei den Hallenweltmeisterschaften in Valencia in 46,79 s den fünften Platz. Bei den Olympischen Spielen in Peking gewann er mit der russischen 4-mal-400-Meter-Staffel die Bronzemedaille. Als Startläufer führte er seine Staffel im Finale mit einer Zeit von 2:58,06 min zu einem russischen Landesrekord in dieser Disziplin. Jedoch wurde 2016 bei Nachtests dem Staffelteilnehmer Denis Alexejew Doping nachgewiesen und die Staffel nachträglich disqualifiziert. Daneben startete er in Peking auch im 400-Meter-Lauf, schied jedoch mit einer Zeit von 46,03 s bereits in der Vorrunde aus. Bei den Weltmeisterschaften 2009 in Berlin schied er über 400 Meter ebenfalls in der Vorrunde aus und verpasste dieses Mal auch mit der Staffel den Finaleinzug.
2010 kam Dyldin bei den Europameisterschaften in Barcelona über 400 Meter ins Halbfinale und führte als Startläufer die russische Staffel in der 4-mal-400-Meter-Staffel zum Gewinn der Goldmedaille. Bei den Weltmeisterschaften 2011 wurde er mit der Staffel Vierter und bei den Olympischen Spielen 2012 Fünfter.
Maxim Dyldin ist 1,75 m und wiegt 68 kg.

## Doping
Am 27. September 2017 gab der Weltleichtathletikverband IAAF bekannt, dass Dyldin wegen Dopings für vier Jahre bis 2021 gesperrt wurde.

## Bestleistungen
- 400 m: 45,01 s, 5. Juli 2012, Tscheboksary
  - Halle: 46,22 s, 8. Februar 2008, Moskau